# José de Salamanca y Mayol

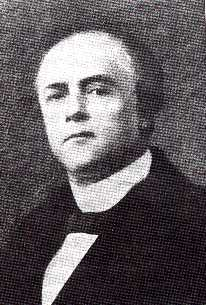
José de Salamanca y Mayol

José de Salamanca y Mayol (* 23. Mai 1811 in Málaga; † 21. Januar 1883 in Madrid), ab 1863 Markgraf von Salamanca und ab 1864 Graf von Llanos, war ein spanischer Adliger, Unternehmer, Mäzen und Politiker. Politik und Wirtschaft waren im Handeln José de Salamancas untrennbar verknüpft, was ihm zum sozialen Aufstieg verhalf. Ein großer Teil seines Einflusses beruhte auf der finanziellen Unterstützung von Politikern und Adligen. Er schreckte aber auch nicht vor Spekulation und Korruption zurück.

## Leben
De Salamanca studierte Rechtslehre in Granada und kämpfte schon in jungen Jahren für liberale Ideen gegen den Absolutismus von Ferdinand VII. Als die liberale Monarchie von Isabel II. etabliert wurde, erhielt er mehrere politische Ernennungen und begann eine parlamentarische Karriere – zunächst als Abgeordneter (1836–64) und dann als Senator (1864–73 und 1879–83). José de Salamanca heiratete am 23. Mai 1835 in Malaga Petronila Livermore y Salas, Gräfin von Salamanca. Mit ihr hatte er die Kinder Josefa und Fernando, welche den Familiennamen de Salamanca y Livermore erhielten. Ein Neffe De Salamancas war Serafín Estébanez Calderón.
Nach dem Umzug nach Madrid, beteiligte er sich an Staatsfinanzgeschäften und an Angelegenheiten, in denen er seinen politischer Einfluss gelten machen konnte, wodurch er ein vermögender Mann wurde. Seine Funktionen waren Verpächter der Salzsteuer (1837), offizieller Verhandlungsführer bei der Umschuldung Spaniens (1841), Börsenmakler für General Narváez und den Herzog von Riánsares, Gründer der  Banco de Isabel II (1844) und der Banco de Cádiz (1846). José de Salamanca war zudem Begründer der Madrider Veranstaltungsstätte Teatro del Circo, an die er etwa aus Paris einen Choreographen und den tschechischen Musiker und Komponisten José Daniel Skoczpole holte, die für den Erfolg der französischen Tänzerin Marie Guy-Stephan in Madrid (und später in der andalusischen Hauptstadt Sevilla) mitverantwortlich waren. De Salamanca engagierte auch die Italienerin María Brambilla, genannt Sofía Fuoco.
Die Börsengeschäfte für Narváez brachten ihn in eine finanziell heikle Situation, die er nur Regeln konnte, indem er selber das Heft in die Hand nahm: Er trat in den Senat ein und führte von der Position des Finanzministers 1849 die Fusion der spanischen Staatsbank Banco de San Fernando mit der von ihm gegründeten Banco de Isabel II durch, um die Liquidität der letzteren zu retten. Sein Ruf als reicher und korrupter Geldwäscher machte ihn zur Zielscheibe des Volkszorns, sodass er bei Ausbruch der Spanischen Revolution 1854 aus dem Land floh, aus Angst, man würde sein Haus plündern, kehrte aber später wieder zurück, nachdem ihm Schutz zugesichert wurde.
José de Salamanca  beteiligte sich am Bau der zweiten Eisenbahnlinie Spaniens, die von Madrid nach Aranjuez führte, wo sich die Sommerresidenz der spanischen Könige befand. Die Strecke wurde 1851 eröffnet. Danach beteiligte er sich  an der Gründung der Compañía de los Ferrocarriles de Madrid a Zaragoza y Alicante (MAZ), die zu einer der größten Eisenbahngesellschaften Spaniens wurde, bevor die Staatseisenbahn Renfe entstand. Mitte der 1860er-Jahre war de Salamanca auf dem Höhepunkt seines Reichtums angelangt. Krisen im Eisenbahnbau und im Immobiliengeschäft trieben ihn kurz darauf in den Konkurs und zwang ihn, seine Gemäldesammlung zu verkaufen. Er investierte weiter in den Bau des Barrio de Salamanca in Madrid, in den Bau des Canal del Duero (1879) und in die Erweiterung der Stadt San Sebastián (1881) im Baskenland und starb verarmt im Alter von 72 Jahren.